# 2520 Novorossijsk
2520 Novorossijsk è un asteroide della fascia principale. Scoperto nel 1976, presenta un'orbita caratterizzata da un semiasse maggiore pari a 3,1027693 UA e da un'eccentricità di 0,0992064, inclinata di 6,23712° rispetto all'eclittica.
È intitolato a Novorossijsk, città della Russia.